# Mantispa pallescens
Mantispa pallescens is een insect uit de familie van de Mantispidae, die tot de orde netvleugeligen (Neuroptera) behoort. 
Mantispa pallescens is voor het eerst wetenschappelijk beschreven door Stitz in 1913.